# Kościół św. Marka Ewangelisty w Mielcu-Rzochowie
Kościół świętego Marka Ewangelisty w Mielcu-Rzochowie – rzymskokatolicki kościół parafialny należący do parafii pod tym samym wezwaniem (dekanat Mielec Południe diecezji tarnowskiej). Znajduje się w dawnym mieście Rzochów, obecnie osiedlu Mielca.

## Historia
Obecna świątynia została wzniesiona w latach 1994–2003 i zaprojektował ją architekt Wojciech Jurasz. Kamień węgielny poświęcił i wmurował 1 września 1996 roku biskup Józef Życiński. Budowla została poświęcona 14 grudnia 2003 roku przez biskupa Wiktora Skworca. Kościół został konsekrowany 18 października 2015 roku przez biskupa Andrzeja Jeża.